# Бонапарт, Наполеон Жозеф
Наполео́н Жозе́ф Шарль Поль Бонапа́рт, носивший титулы принц Франции, граф Мёдон, граф Монкальери ad personam, но более известный как принц Наполеон или по прозвищу Плон-Плон (9 сентября 1822, Триест — 17 марта 1891, Рим) — второй сын Жерома Бонапарта, короля Вестфалии от его второй жены Екатерины Вюртембергской.

## Биография
Родился в Триесте, Австрийская империя (ныне Италия). Завоевал популярность, играя на своих связях с Наполеоном I. После революции 1848 года во Франции он был избран в Национальную Ассамблею как представитель Корсики. Был близким советником своего двоюродного брата — Наполеона III — и, в частности, рассматривался как главный защитник французской интервенции в Италию в интересах Камилло Кавура и итальянских националистов. Будучи антиклерикалом и либералом, он возглавил группировку при дворе и попытался убедить императора проводить антиклерикальную политику в противовес влиянию императрицы Евгении, набожной католички и сторонницы консервативных взглядов, покровительницы тех, кто хотел защитить суверенитет папы в Риме французскими войсками. Императору приходилось лавировать между этими влияниями на протяжении всего царствования.
Когда его двоюродный брат стал президентом (1848), Жозеф Наполеон был назначен полномочным министром в Испанию. Позже он участвовал в Крымской войне в чине дивизионного генерала, командовал 3-й дивизией. Участвовал в Альминском сражении. Был губернатором Алжира и командиром корпуса во французской Итальянской армии (1859). Его любопытное прозвище Плон-Плон происходит от его произношения имени Наполеон в детстве. Прозвище же Craint-Plomb (с фр. — «Боящийся свинца») было дано ему военными из-за его отсутствия в битве при Сольферино.
Политика союза его двоюродного брата с Сардинским королевством привела в 1859 году к женитьбе принца Наполеона на Марии-Клотильде, дочери Виктора-Эммануила II Сардинского. У этой пары было трое детей:
- Наполеон Виктор (1862—1926), впоследствии глава дома Бонапартов, женат на Клементине Бельгийской;
- Луи Наполеон (1864—1932), русский генерал, умер неженатым и без наследников;
- Летиция (1866—1926), замужем за своим дядей, королём Испании, Амадеем I.

После смерти в 1879 году принца империи Наполеона Эжена (Наполеона IV) принц Наполеон стал генеалогически самым старшим членом семейства Бонапартов. Но завещание принца империи исключило его из списка наследования, назначив сына Наполеона Жозефа, Наполеона Виктора Жерома Фредерика Бонапарта (Наполеона V), новым главой семейства. Несомненно, на это решение повлияли враждебные отношения между Наполеоном Эженом и его двоюродным дядей. В итоге принц Наполеон ссорился со своим сыном на протяжении всего остатка своей жизни.

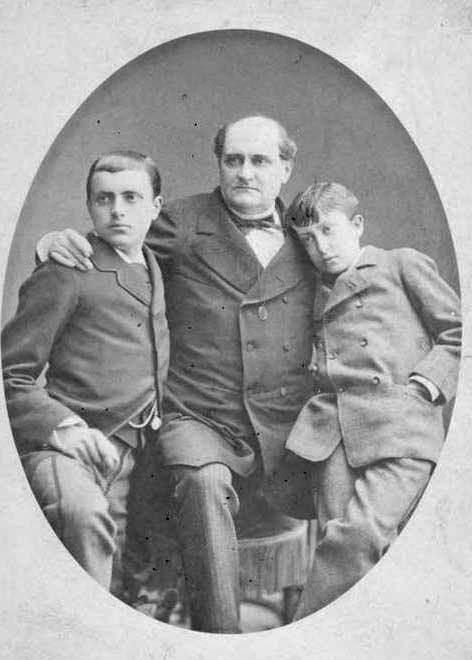
Принц Наполеон с сыновьями

Его внук, сын Виктора, принц Луи Наполеон (Наполеон VI) (1914—1997), был главой династии Бонапартов, а сын последнего, принц Наполеон Жозеф Шарль Поль Бонапарт II (Шарль Мари Жером Виктор) (р. 1950) признаётся частью бонапартистов действующим главой дома Бонапарт. Шарль Наполеон имеет сына Жана Кристофа Наполеона (Наполеон VII) (р. 1986) и брата, Жерома Ксавье Бонапарта (р. 1957, не женат). От остальных братьев Наполеона больше не осталось законных наследников по мужской линии. Однако существует значительное количество незаконных наследников самого Наполеона I, потомков его сына графа Колонна-Валевского от графини Марии Валевской.
Наполеон Жозеф умер в Риме, похоронен в Турине вместе с супругой.

### Результаты греческого плебисцита
В 1862 году, после свержения в Греции правящего короля Оттона I Виттельсбаха в результате восстания, греки провели в конце года плебисцит по выбору нового монарха. Бюллетеней с кандидатами не было, поэтому любой подданный Греции мог предложить свою кандидатуру или вид правления в стране. Результаты были обнародованы в феврале 1863 года.
Среди тех, кого вписали греки, был и Наполеон Жозеф Бонапарт, он занял седьмое место и набрал <0,5% голосов. Правда, следует признать, что представители российского, британского и французского царствующих домов не могли занимать греческий трон согласно Лондонской конференции 1832 года.

## В художественной литературе
Принц Наполеон фигурирует в романе Роберта Годдарда «Рисуя тьму». Он упоминается в связи с Крымской войной и вопросами наследования.